# 鈴丹
株式会社鈴丹（すずたん、英: SUZUTAN CO., LTD.） は、かつて日本婦人服専門店で国内首位となったレディスファッションチェーンを運営していた企業である。
2012年（平成24年）2月21日に存続会社を株式会社パレモとする吸収合併により消滅したが、2024年（令和6年）2月20日時点でパレモの店舗ブランドとして営業を継続している。

## 概要
1949年（昭和24年）4月に鈴井桂夫が名古屋市中区栄3丁目の大津通沿いにあった丸武百貨店の一角に3坪の店舗を借り、同年6月26日に「鈴丹洋装店」を開いたのが始まりである。
創業者の姓名から一字取った“鈴”と、「まごころ」を意味する丹精や丹心の“丹”の組み合わせ、「鈴丹洋装店」と名付けられた。
創業当初は衣料品統制時代であったことから自由に商品を扱うことが出来なったこともあり、店舗のうちの半分を商品を並べた売り場とし、残り半分はアイロン仕上げ場としてクリーニングを行う形で営業していた。
1950年（昭和25年）に舶来服地の取扱うようになり、同年には前年の売上高約1万円から売上高約300万円へ大きく伸ばすことになった。
そのため、1951年（昭和26年）に丸武百貨店の裏手の家を借りて洋裁部の作業場とした。
1953年（昭和28年）8月5日に資本金100万円で「株式会社鈴丹洋装店」を設立して法人化すると共に、同月に南大津通沿いの名曲堂跡を借りて約10坪の（初代）南店と呼ばれた2号店を開設して表通りに進出した。
1955年（昭和30年）に（初代）本店の北側にあった森永ストアー跡の77.9m2を買収して、1956年（昭和31年）4月に（2代目）本店として同地での営業を開始した。
1960年（昭和35年）に広小路西通の店舗を買収し、1961年（昭和36年）10月に笹島店を開いて栄以外の地区での店舗展開を始めた。
1962年（昭和37年）に9月23日に平屋建て約330m2の（3代目）本店を取得して、同年末に「おしゃれスーパー」として開店させた。
1963年（昭和38年）2月には笹島店を売却して（初代）本店の3軒南の店舗を買収して、（2代目）南店を開店した。
1966年（昭和41年）4月29日に中部日本ビルディングの開館と同時に同ビルの専門店街「中日タウン」に洋品と服地を併売する店舗を開いて、本格的な多店化を始めた。
同年12月には本店を改装して新装開店し、南店を統合した。
1968年（昭和43年）10月10日に名豊ビル2階に豊橋店を出店し、地方への進出を開始した。
1969年（昭和44年）10月25日に名古屋駅前地下店と豊田店を同日に開店したのを皮切りに、同年11月11日に栄地下店、同月30日に今池店と短期間に出店して本格的なチェーンストアオペレーションを開始した。このうち今池店はスーパーマーケット内へ初めて出店した店舗であった。
1970年（昭和45年）11月12日にながせショッピングセンター1階に多治見店を開いて岐阜県に進出し、1971年（昭和46年）4月10日にジャスコ津店1階に津店を開いて三重県に進出して、愛知・岐阜・三重の東海3県に店舗を構えるチェーンになった。
同年にはプライベートブランドの「ジョリ・エ・ベル」を発売した。
1972年（昭和47年）10月5日にサンモール広島1階に広島店を開いて中国地方に進出したのを皮切りに、遠隔地での出店を開始した。
1973年（昭和48年）7月に名古屋市中区南小川町に本部ビルを開設して、店舗部門と管理部門を分離し、商品部を強化して本部集中仕入れを採用した。
同年10月1日に金沢スカイビル・スカイプラザ1階と2階に金沢店を開いて北陸地方に進出した。
1974年（昭和49年）9月に東芝のTOSBAC-1350を導入して電算化を行い、1977年（昭和52年）7月に処理能力がより大きい日立製作所のHITAC-8250を導入して処理能力の強化を図るなど、事務処理の省力化を進めていった。
その間の1975年（昭和50年）2月8日に横浜元町店を開店して関東地方に進出し、同月25日には徳島市のつぼみビル2階に徳島店を開店して四国地方に進出、同年4月25日にダイエー京橋店2階に京橋店を開店して関西地方に進出、同年5月2日にジャスコ仙台店1階に仙台店を開店して東北地方に進出、同年7月11日にダイエー鹿児島店1階に鹿児島店を開店して九州地方に進出し、同年9月に社名を「株式会社鈴丹」に変更した。
1977年（昭和52年）6月に名古屋市熱田区に約990m2の商品センターを開設して本部から分離して移転し、同年売上高約135億3000万円を上げて100億円の大台に乗せ、1978年（昭和53年）3月30日に四日市市諏訪栄町に四日市駅前店を開店して100店舗を達成した。
1981年（昭和56年）2月にPOS端末を導入して全店のオンライン化を開始し、同年11月22日に栄交差点から南へ約300mの南大津通り沿いに地下1階地上9階建ての本社ビルを開設して地下1階から地上3階までをレディスファッションの「ベルミエ」を開店し、同年12月に200店舗を達成した。
1982年（昭和57年）4月26日に名古屋証券取引所第2部に上場し、同年11月29日に肺炎で入院した創業者の鈴井桂夫が社長を退任して鈴井重光が2代目社長に就任した。
1983年（昭和58年）2月にイレギュラーサイズ専門店1号店のベルナード栄店（後のカブリ栄店）を開店し、同年7月に名古屋市に名東物流センターを開設した。
1984年（昭和59年）11月に高校生向けカジュアル専門店1号店のザ・テップ苫小牧エスタ店を開店し、1985年（昭和60年）10月に300店舗を達成した。
1986年（昭和61年）に婦人服専門店で国内首位となった。
1987年（昭和62年）4月に独身OL向けファッション専門店1号店の人2（ヒトヒト）千葉セントラルプラザ店を開店し、1988年（昭和63年）1月に中高生向けカジュアル専門店1号店のローティーンテップ半田店を開店した。
同年7月には紳士服専門店子会社として株式会社ダッシュオンを設立し、同年9月に400店舗を達成して、同年11月に名古屋市港区に港物流センターを開設した。
1992年（平成4年）2月期に売上高約1004億1800万円を上げて国内の婦人服専門店業界で初めて売上高1000億円を突破し、同年8月にシー・ヴィ・ポポロ株式会社に資本参加してデベロッパー事業へ進出を図った。
1993年（平成5年）3月に鈴井重光が経営悪化の責任を取って社長を辞任し、創業者の鈴井桂夫が社長に復帰して経営再建に乗り出した。
1995年（平成7年）2月期に子会社のシー・ヴィ・ポポロ株式会社が債務超過に陥ったことから、株式の評価損約21億6000万円に加えて債務保証に伴う肩代り損失を計上することになり、約70億円の最終赤字を計上し、上場以来初の赤字に転落した。
1996年（平成8年）2月期も約50億円の最終赤字となり、インサイダー取引疑惑も起きたことから、創業者の鈴井桂夫は社長辞任に追い込まれることになった。

2004年（平成16年）2月10日にユニーの連結子会社となり、2010年（平成22年）3月に東京オフィスを閉鎖し、同年12月28日に海外子会社の鈴丹時装有限公司の清算を結了するなどリストラを進めた。
2012年（平成24年）2月21日にユニーグループのパレモに吸収合併され企業名としては消滅した。
2024年（令和6年）2月20日時点で主力ブランドの「SUZUTAN」や「Forest Heart」、「su*pu*re」はパレモの店舗ブランドとして営業を継続している。

## 沿革
- 1949年（昭和24年）
  - 6月26日[広報 9] - 鈴井桂夫が名古屋市中区栄3丁目の大津通沿いにあった丸武百貨店の一角に[広報 8]「鈴丹洋装店」を開店[広報 9]。
- 1953年（昭和28年）
  - 8月5日 - 資本金100万円で「株式会社鈴丹洋装店」を設立して法人化[3]。
  - 8月 - 南大津通沿いの名曲堂跡に2号店として（初代）南店を開設[広報 15]。
- 1956年（昭和31年）4月 - （初代）本店の北側にあった森永ストアー跡に（2代目）本店を開店[広報 16]。
- 1961年（昭和36年）10月 - 広小路西通に笹島店を開いて栄以外の地区での店舗展開を開始[広報 17]。
- 1962年（昭和37年）に9月23日 - 平屋建て約330m2の（3代目）本店を取得して、同年末に「おしゃれスーパー」として開店[広報 18]。
- 1963年（昭和38年）2月 - 笹島店を売却し、（2代目）南店を開店[広報 19]。
- 1966年（昭和41年）
  - 4月29日 - 中日ビル内で中日店を開店し[広報 20]、婦人服店のチェーン展開を開始[2]。
  - 12月 - 本店を改装して新装開店し、南店を統合[広報 21]。
- 1968年（昭和43年）10月10日 - 名豊ビル2階に豊橋店を出店し[広報 20]、地方への進出を開始した[広報 22]。
- 1969年（昭和44年）
  - 10月25日 - 名古屋駅前地下店と豊田店を開店し、本格的なチェーンストアオペレーションを開始[広報 23]。
  - 11月30日 - 今池店を開店し[広報 23]、スーパーマーケット内へ初出店[広報 24]。
- 1972年（昭和47年）10月5日 - サンモール広島1階に広島店を開いて中国地方に進出し[広報 20]、遠隔地での出店を開始[広報 27]。
- 1973年（昭和48年）
  - 7月 - 名古屋市中区南小川町に本部ビルを開設して[広報 28]、店舗部門と管理部門を分離し[広報 29]、商品部を強化して本部集中仕入れを採用[広報 30]。
  - 10月1日 - 金沢スカイビル・スカイプラザ1階と2階に金沢店を開いて北陸地方に進出[広報 31]。
- 1974年（昭和49年）9月 - 東芝のTOSBAC-1350を導入して電算化[広報 28]。
- 1975年（昭和50年）
  - 2月8日[広報 31] - 横浜元町店を開店して関東地方に進出[広報 24]。
  - 2月25日 - 徳島市のつぼみビル2階に徳島店を開店して四国地方に進出[広報 31]。
  - 4月25日 - ダイエー京橋店2階に京橋店を開店して関西地方に進出[広報 31]。
  - 5月2日 - ジャスコ仙台店1階に仙台店を開店して東北地方に進出[広報 31]。
  - 7月11日 - ダイエー鹿児島店1階に鹿児島店を開店して九州地方に進出[広報 32]。
  - 9月 - 商号を「株式会社鈴丹」に変更[3][2]。
- 1976年（昭和51年）4月 - 犬山市に50号店を開設[2]。
- 1977年（昭和52年）
  - 3月1日 - 株式額面変更のため株式会社丸永質店と合併[広報 41]。
  - 6月 - 名古屋市熱田区に約990m2の商品センターを開設[広報 34]。
  - 7月 - 大きい日立製作所のHITAC-8250を導入してコンピューターの処理能力を増強[広報 28]。
- 1978年（昭和53年）3月30日 - 四日市市諏訪栄町に四日市駅前店を開店し[広報 35]、100店舗を達成[5][広報 36]。
- 1979年（昭和54年）5月27日 - 労働組合スズタンユニオン結成[広報 42]。
- 1980年（昭和55年）4月 - 熊本市のダイエー内に150号店を開設[2]。
- 1981年（昭和56年）
  - 2月 - POS端末を導入して全店のオンライン化を開始[6]。
  - 11月22日 - 栄の南大津通り沿いに本社ビルを開設し、レディスファッションの「ベルミエ」を開店[7]。
  - 12月 - 200店舗を達成[6]。
- 1982年（昭和57年）
  - 4月26日 - 名古屋証券取引所市場第二部に株式を上場[2]。
  - 11月29日 - 創業者の鈴井桂夫が社長を退任し、鈴井重光が2代目社長に就任[8]。
- 1983年（昭和58年）
  - 2月 - イレギュラーサイズ専門店1号店のベルナード栄店（後のカブリ栄店）を開店[6]。
  - 7月 - 名古屋市に名東物流センターを開設[9]。
- 1984年（昭和59年）11月 - 高校生向けカジュアル専門店1号店のザ・テップ苫小牧エスタ店を開店[6]。
- 1985年（昭和60年）10月 - 300店舗を達成[6]。
- 1986年（昭和61年）
  - 12月 - 子会社の鈴丹ビックス株式会社を設立
  - 婦人服専門店の国内首位を達成[4]。
- 1987年（昭和62年）4月 - 独身OL向けファッション専門店1号店の人2（ヒトヒト）千葉セントラルプラザ店を開店[6]。
- 1988年（昭和63年）
  - 1月 - 中高生向けカジュアル専門店1号店のローティーンテップ半田店を開店[6]。
  - 7月 - 紳士服専門店子会社として株式会社ダッシュオンを設立[6]。
  - 9月 - 400店舗を達成[6]。
  - 11月[6] - 名古屋市港区に[6]港物流センターを開設[9]。
- 1989年（平成元年）
  - 4月 - 香港駐在員事務所を開設[広報 43]。
  - 5月12日 - 東京証券取引所市場第二部に株式を上場[1]。
- 1990年（平成2年）2月 - 東京証券取引所市場第二部及び名古屋証券取引所市場第二部を市場第一部銘柄に指定[広報 43]。
- 1992年（平成4年）
  - 1月 - 香港駐在員事務所を海外現地法人「鈴丹時装有限公司」（元連結子会社）として営業開始[広報 43]。
  - 2月期 - 売上高約1004億1800万円を上げ、国内の婦人服専門店業界で初めて売上高1000億円を突破[10]。
  - 8月 - シー・ヴィ・ポポロ株式会社に資本参加し、デベロッパー事業へ進出[11]。
- 1993年（平成5年）3月 - 鈴井重光が経営悪化の責任を取って社長を辞任し、創業者の鈴井桂夫が社長に復帰[12]。
- 1995年（平成7年）2月期 - 子会社のシー・ヴィ・ポポロ株式会社が債務超過に陥って約70億円の最終赤字を計上し、上場以来初の赤字に転落[12]。
- 2000年（平成12年）9月 - メンズ部門強化のために株式会社エフのロードス部門の一部営業を譲受[広報 43]。
- 2001年（平成13年）5月 - 本店所在地を名古屋市昭和区に移転[広報 44]。
- 2003年（平成15年）5月 - 東京オフィスを東京都中央区に移転[広報 45]。
- 2004年（平成16年）
  - 2月10日 - 第三者割当増資によりユニーの連結子会社化[広報 37]。
  - 5月27日 - 決算期を2月末日から2月20日に変更[広報 46]。
- 2009年（平成21年）
  - 2月 - 東京オフィスを東京都台東区に移転[広報 47]。
  - 9月 - フランチャイズチェーン事業に参入し、AZUL by moussyの出店を開始[広報 48]。
- 2010年（平成22年）
  - 3月 - 東京オフィスを閉鎖[広報 38]。
  - 12月28日 - 海外子会社の鈴丹時装有限公司の清算を結了[広報 39]。
- 2011年（平成23年）
  - 6月末 - メンズ全店舗を閉店し、メンズ事業から撤退[広報 49]。
- 2012年（平成24年）
  - 2月16日 - 上場廃止[広報 1]。
  - 2月21日 - 株式会社パレモに吸収合併されて解散[広報 43]。

## プライベートブランド
- ジョリ・エ・ベル - 1971年（昭和46年）に発売したプライベートブランド[広報 26]。
- Bell Fleur - 1979年（昭和54年）に発売したプライベートブランド[広報 50]。

## 吸収合併時点の店舗
2011年（平成23年）2月20日時点で234店舗となっていた。

### LADIES
- SUZUTAN（スズタン）- レギュラー店[13]。1994年（平成6年）8月末時点で633店舗のうち532店舗を占めていた[14]。2011年（平成23年）2月20日時点では76店舗となっていた[広報 49]。
- S.I2.C（エスアイツーシー）- 2011年（平成23年）2月20日時点で40店舗となっていた[広報 49]。
- Peak（ピーク）- 2011年（平成23年）2月20日時点で39店舗となっていた[広報 49]。
- NOWHERE（ナウヒア）- 2011年（平成23年）2月20日時点で20店舗となっていた[広報 49]。
- LUCCICA（ルシカ）- 2011年（平成23年）2月20日時点で13店舗となっていた[広報 49]。
- Deux VISAGES （ドゥ・ヴィサージュ）- 2011年（平成23年）2月20日時点で8店舗となっていた[広報 49]。
- CANDY RING（キャンディリング）- 2011年（平成23年）2月20日時点で7店舗となっていた[広報 49]。
- Forest Heart（ホレストハート）- 2011年（平成23年）2月20日時点で4店舗となっていた[広報 49]。2024年（令和6年）2月20日時点でパレモの店舗ブランドとして営業を継続している[広報 7]。
- FAZBEE（ファズビー）- 2011年（平成23年）2月20日時点で6店舗となっていた[広報 49]。

- AZUL by moussy（アズールバイマウジー） - FC事業[広報 51]7店舗（株式会社バロックジャパンリミテッドのFC事業）[要出典]

### LargeサイズLADIES
- su*pu*re（スプル）- 2011年（平成23年）2月20日時点で14店舗となっていた[広報 49]。2024年（令和6年）2月20日時点でパレモの店舗ブランドとして営業を継続している[広報 40]。
- COVELY（カブリ）- 高身長や太っている人向けに品揃えをした業態[13]。1994年（平成6年）8月末時点で24店舗[14]。2011年（平成23年）2月20日時点で7店舗となっていた[広報 49]。

## 吸収合併前に消滅した店舗ブランド

### LADIES
- 人2（ヒトヒト） - レギュラー店を卒業した[13]独身OL向けファッション専門店[6]。1994年（平成6年）8月末時点で38店舗[14]。
- The tep（ザ・テップ） - 高校生向けカジュアル専門店[6]。1994年（平成6年）8月末時点で39店舗[14]。
- ローティン・テップ - 中高生向けカジュアル専門店[6]。
- ベルミエ - 高級ファッションブティック[9]。
- ベルナード - イレギュラーサイズ専門店で、後にカブリとなった[6]。

### MEN'S
2011年（平成23年）6月末に全店舗を閉店し、メンズ事業から撤退した。
- PO△OΣ（ロードス）[広報 52]
- RADICALSPOT（ラジカルスポット）[広報 52]
- RSEEK（アールシーク）[広報 53]
- ダッシュオン - ヤング向け紳士服店[15]

## 事件
当時の会社会長（創業者）が、同社の子会社の破綻に伴う損失等の発生（重要事実）を知り、公表前に同社株券を売り抜いたことによるインサイダー事件が発生している。
1997年（平成9年）5月1日に創業者の鈴井桂夫会長が名古屋地方裁判所に起訴されると共に、同日付で元役員4名と鈴丹興産が名古屋簡裁から罰金50万円の略式命令を受け、同年9月に名古屋地裁より創業者の鈴井桂夫会長が罰金や執行猶予のついた有罪判決を受けた。
それらを発端とし、その後の売上げの減少や、バブル期大量出店の不動産投資で抱えていた含み損の処理のため、債権放棄を金融機関に申し入れるなどを経て、2004年2月に地元財界から説得を受けたユニーにより、同社を引受先として15億円の第三者割当増資を受け、ユニーの子会社となる遠因となった。

### 広報資料・プレスリリースなど一次資料
1. 1 2 3  『鈴丹 第60期 有価証券報告書』 パレモ、2012年5月15日。pp24
2. 1 2 3 4  “おかげさまで4月26日名証第二部上場（鈴丹広告）”. 中部財界 1982年5月号 (中部財界社) (1982年5月).pp40
3. ↑  『第59期 有価証券報告書』 鈴丹、2011年5月16日。pp1
4. 1 2 3 4 5 6 7  『鈴丹 第60期 有価証券報告書』 パレモ、2012年5月15日。pp2
5. 1 2  『鈴丹 第60期 有価証券報告書』 パレモ、2012年5月15日。pp7
6. 1 2 3  『鈴丹 第60期 有価証券報告書』 パレモ、2012年5月15日。pp1
7. 1 2 3  『第40期 有価証券報告書』 パレモ、2024年5月17日。pp5
8. 1 2  鈴丹社史編集委員会 『女性の美を求めて30年 鈴丹のあゆみ』 鈴丹、1980年3月31日。 pp41
9. 1 2 3 4 5  鈴丹社史編集委員会 『女性の美を求めて30年 鈴丹のあゆみ』 鈴丹、1980年3月31日。 pp42
10. ↑  鈴丹社史編集委員会 『女性の美を求めて30年 鈴丹のあゆみ』 鈴丹、1980年3月31日。 pp183
11. ↑  鈴丹社史編集委員会 『女性の美を求めて30年 鈴丹のあゆみ』 鈴丹、1980年3月31日。 pp43
12. ↑  鈴丹社史編集委員会 『女性の美を求めて30年 鈴丹のあゆみ』 鈴丹、1980年3月31日。 pp44
13. ↑  鈴丹社史編集委員会 『女性の美を求めて30年 鈴丹のあゆみ』 鈴丹、1980年3月31日。 pp184
14. ↑  鈴丹社史編集委員会 『女性の美を求めて30年 鈴丹のあゆみ』 鈴丹、1980年3月31日。 pp185
15. 1 2  鈴丹社史編集委員会 『女性の美を求めて30年 鈴丹のあゆみ』 鈴丹、1980年3月31日。 pp47
16. 1 2  鈴丹社史編集委員会 『女性の美を求めて30年 鈴丹のあゆみ』 鈴丹、1980年3月31日。 pp50
17. 1 2  鈴丹社史編集委員会 『女性の美を求めて30年 鈴丹のあゆみ』 鈴丹、1980年3月31日。 pp56
18. 1 2  鈴丹社史編集委員会 『女性の美を求めて30年 鈴丹のあゆみ』 鈴丹、1980年3月31日。 pp59
19. 1 2  鈴丹社史編集委員会 『女性の美を求めて30年 鈴丹のあゆみ』 鈴丹、1980年3月31日。 pp61
20. 1 2 3 4 5 6 7 8  鈴丹社史編集委員会 『女性の美を求めて30年 鈴丹のあゆみ』 鈴丹、1980年3月31日。 pp116
21. 1 2 3  鈴丹社史編集委員会 『女性の美を求めて30年 鈴丹のあゆみ』 鈴丹、1980年3月31日。 pp66
22. 1 2  鈴丹社史編集委員会 『女性の美を求めて30年 鈴丹のあゆみ』 鈴丹、1980年3月31日。 pp70
23. 1 2 3  鈴丹社史編集委員会 『女性の美を求めて30年 鈴丹のあゆみ』 鈴丹、1980年3月31日。 pp78
24. 1 2 3 4  鈴丹社史編集委員会 『女性の美を求めて30年 鈴丹のあゆみ』 鈴丹、1980年3月31日。 pp115
25. ↑  鈴丹社史編集委員会 『女性の美を求めて30年 鈴丹のあゆみ』 鈴丹、1980年3月31日。 pp83
26. 1 2  鈴丹社史編集委員会 『女性の美を求めて30年 鈴丹のあゆみ』 鈴丹、1980年3月31日。 pp141-142
27. 1 2  鈴丹社史編集委員会 『女性の美を求めて30年 鈴丹のあゆみ』 鈴丹、1980年3月31日。 pp86
28. 1 2 3 4 5  鈴丹社史編集委員会 『女性の美を求めて30年 鈴丹のあゆみ』 鈴丹、1980年3月31日。 pp91
29. 1 2  鈴丹社史編集委員会 『女性の美を求めて30年 鈴丹のあゆみ』 鈴丹、1980年3月31日。 pp90
30. 1 2  鈴丹社史編集委員会 『女性の美を求めて30年 鈴丹のあゆみ』 鈴丹、1980年3月31日。 pp85
31. 1 2 3 4 5 6 7 8 9 10  鈴丹社史編集委員会 『女性の美を求めて30年 鈴丹のあゆみ』 鈴丹、1980年3月31日。 pp117
32. 1 2  鈴丹社史編集委員会 『女性の美を求めて30年 鈴丹のあゆみ』 鈴丹、1980年3月31日。 pp118
33. 1 2  鈴丹社史編集委員会 『女性の美を求めて30年 鈴丹のあゆみ』 鈴丹、1980年3月31日。 pp92
34. 1 2  鈴丹社史編集委員会 『女性の美を求めて30年 鈴丹のあゆみ』 鈴丹、1980年3月31日。 pp112-113
35. 1 2  鈴丹社史編集委員会 『女性の美を求めて30年 鈴丹のあゆみ』 鈴丹、1980年3月31日。 pp121
36. 1 2  鈴丹社史編集委員会 『女性の美を求めて30年 鈴丹のあゆみ』 鈴丹、1980年3月31日。 pp95
37. 1 2  『第57期 有価証券報告書』 鈴丹、2009年5月14日。pp24
38. 1 2  『第58期 有価証券報告書』 鈴丹、2010年5月13日。pp4
39. 1 2  『第59期 有価証券報告書』 鈴丹、2011年5月16日。pp5
40. 1 2  『第40期 有価証券報告書』 パレモ、2024年5月17日。pp6
41. ↑  『第54期 有価証券報告書』 鈴丹、2006年5月15日。pp4
42. ↑  『第54期 有価証券報告書』 鈴丹、2006年5月15日。pp7
43. 1 2 3 4 5  『鈴丹 第60期 有価証券報告書』 パレモ、2012年5月15日。pp4
44. ↑  『第59期 有価証券報告書』 鈴丹、2011年5月16日。pp4
45. ↑  『第56期 有価証券報告書』 鈴丹、2008年5月14日。pp5
46. ↑  『第54期 有価証券報告書』 鈴丹、2006年5月15日。pp2
47. ↑  『第57期 有価証券報告書』 鈴丹、2009年5月14日。pp4
48. ↑  『第58期 有価証券報告書』 鈴丹、2010年5月13日。pp7
49. 1 2 3 4 5 6 7 8 9 10 11 12 13 14  『第59期 有価証券報告書』 鈴丹、2011年5月16日。pp8
50. ↑  鈴丹社史編集委員会 『女性の美を求めて30年 鈴丹のあゆみ』 鈴丹、1980年3月31日。 pp143
51. ↑  『鈴丹 第60期 有価証券報告書』 パレモ、2012年5月15日。pp10
52. 1 2  『第58期 有価証券報告書』 鈴丹、2010年5月13日。pp8
53. ↑  『第56期 有価証券報告書』 鈴丹、2008年5月14日。pp26